# Baía de São Marcos
De Baía de São Marcos is een baai van de Atlantische Oceaan in de staat Maranhão in het noordoosten van Brazilië.
De baai is een estuarium van ongeveer 100 kilometer lang en tot 16 kilometer breed. Het ontvangt verschillende rivieren, waaronder de Grajaú, Mearim en Pindaré. De Mearim staat bekend om zijn pororoca, oftewel vloedbranding.
Het eiland São Luís, ook wel bekend als het eiland Maranhão, scheidt de Baía de São Marcos van de Baía de São Jose, net ten oosten. Het eiland São Luís is de thuisbasis van de stad São Luís, de hoofdstad van Maranhão.